# Universi Dominici Gregis
Universi Dominici Gregis (в превод от латински език: Цялото божие паство) е апостолическа конституция, регулираща избирането на римския папа, обнародвана от папа Йоан Павел II на 22 февруари 1996 г., която замества апостолическата конституция Romano Pontifici Eligendo на папа Павел VI от 1975 г.

## ПериодSede vacante
1) В периода на ваканция на Светия Престол, Светата колегия на кардиналите няма пълномощия или юрисдикция по въпроси, които са от компетентността на Върховния понтифекс; решаването на тези въпроси трябва да бъде оставено изцяло и изключително на бъдещия папа. Колегията на кардиналите взема решения единствено по въпроси на обичайното управление на църквата, и по неотложни задачи. Основното задължение на Колегията е подготовката на всичко необходимо за избирането на новия папа. През периода на ваканция, актовете, издадени от римските папи не могат да бъдат отменявани, изменяни или допълвани, особено по отношение на процедурите, уреждащи избирането на римския папа. В случай на съмнения или спорове относно правилата предвидени в настоящата конституция, правото на тълкуване в тази връзка има единствено Колегията на кардиналите, като решението им се приема с обикновено мнозинство.
2) В периода на ваканция на Светия Престол, кардиналите участват в два вида събрания (конгрегации), които се занимават с подготовката на изборите за нов папа: общи събрания, които включват цялата кардиналска колегия и се провеждат преди началото на изборите, и особени събрания, в които участват кардиналът-камерлинг и още трима кардинали, избрани чрез жребий. Особените събрания решават въпроси от второстепенно значение, които възникват ежедневно или от време на време. По-значимите и важни въпроси се решават от Общото събрание на кардиналите.
3) В периода на ваканция на Светия Престол, са регламентирани правомощията на различните ведомства и дикастерии на Римската курия. През този период гражданската власт на папата по отношение на правителството на Ватикана принадлежи на Колегията на кардиналите, която обаче няма право да издава постановления, освен в случаите на неотложна необходимост и единствено за времето, през което Светият престол е вакантен. Такива актове на кардиналите ще бъдат валидни за в бъдеще, само ако новият папа ги потвърди.
4) Конституцията регламентира процедурите във връзка с погребалните обреди и погребението на римския папа, както и относно неговото жилище, лични вещи и завещание. На никого не е позволено да снима или записва агонизиращия или починал папа до показване на тленните му останки в базиликата „Св. Петър“ с понтификални одежди. Ако някой би искал да го направи с документална цел, това става само с позволение на кардинала-камерлинг. Ако починалият папа е оставил завещание и е определил изпълнител, то изпълнителят има за задача да изпълни последната воля на папата, като се отчита за своите действия само пред бъдещия понтифекс.

## Избиране на римския понтифекс
Кардинали-избиратели
Правото да избират римския папа принадлежи изключително на кардиналите на Свещената Римска църква, с изключение на тези, които са достигнали осемдесетгодишна възраст преди деня на смъртта на римския папа. Максималният брой на кардинал-избирателите не трябва да надвишава сто и двадесет.
Началото на изборите трябва да започне на петнадесетия ден от смъртта на папата, за да се даде възможност да пристигнат всички кардинали; Колегията на кардиналите може при сериозни причини да отложи изборите с още няколко дни, но при всички случаи конклавът трябва да започне не по късно от двадесетия ден от смъртта на папата.
Всички кардинали-избиратели, по силата на святото послушание, трябва да се подчинят на съобщението за свикване на конклава и да се явят на мястото, определено за това цел, освен ако не са възпрепятствани от болест или от някаква друга пречка, които обаче трябва да бъдат признати като такива от Колегията на кардиналите.
Ако кардинал с право на глас не се яви или не може да присъства поради заболяване, това не е пречка за започване на избора. Ако кардинал е принуден да напусне конклава поради медицински или други сериозни причини, той не се изчаква и изборите продължават и без него, като след като здравето му се възстанови или след отпадането на пречката за участие, той може да се върне в конклава и да вземе участие в работата му.
Място на провеждане на конклава
Конклавът се провежда в рамките на територията на Ватикана, в определени зони и сгради, затворени за достъп на външни лица по такъв начин, че да се осигури подходящо място за настаняване на кардиналите-избиратели и всички останали, които спомагат за нормалното протичане на изборите. Кардиналите се настаняват в сградата Domus Sanctae Marthae. От началото на изборния процес, до публичното оповестяване че избирането на папа е приключило, помещенията в Domus Sanctae Marthae, както и Сикстинската капела трябва да бъдат изолирани така, че кардиналите-избиратели да не могат да общуват с външни лица — писмено, по телефона или чрез други средства за комуникация.
Начало на конклава
Изборите за папа се провеждат в Сикстинската капела на Апостолическия дворец, чийто интериор трябва да бъде подготвен по начин, че да гарантира правилното провеждане на изборите и осигуряване на неприкосновеност на личния живот на избирателите. След пристигане на кардиналите-избиратели в Сикстинската капела, същите полагат клетва да спазват принципите на настоящата конституция и да запазят в тайна по отношение на всичко, което по някакъв начин е свързано с избора на римския папа. След полагането на клетвата, се разпорежда Extra omnes (Външните лица да напуснат), и всички онези, които не участват в конклава трябва да напуснат Сикстинската капела.
Спазването на тайна по всички въпроси, относно избора
Предвижда се вземане на мерки, че в определените зони и райони няма инсталирана аудио-визуална техника за записване или предаване, и по-специално в Сикстинската капела, където се извършва самото гласуване. За цялото времетраене на изборите, кардиналите-избиратели са длъжни да се въздържат от писмена кореспонденция и от всякакви разговори, включително и по телефон или по радио, с външни лица. На кардиналите и забранено, за целия срок на конклава, да получават или изпращат съобщения от всякакъв вид извън Ватикана, да получават вестници или периодични издания от всякакъв вид, да слушат радио или да гледат телевизия. Тези, които пряко или косвено, по какъвто и да било начин нарушат тайната на конклава — чрез думи или писане, със знаци или по друг начин, са застрашени с наказание отлъчване от църквата. За да се гарантира защитата на кардиналите и тяхната независимост и свобода за вземане на решения, абсолютно се забранява въвеждането в мястото на изборите, под каквато и претекст, или използването, ако са били въведени, на технически инструменти от всякакъв вид за записване, възпроизвеждане или предаване на звук, визуални образи или текст.
Процедура за избор
Начините за избор на папа, известни като избиране чрез акламация (по вдъхновение от Светия Дух) и чрез компромис (избор само от определена група кардинали със съгласието на всички останали) се премахват. Като единствен начин на избор на римския папа отсега нататък се регламентира само избора чрез гласуване. За валиден избор на папа е необходимо мнозинство от 2/3 от гласовете, изчислен въз основа на общия брой на явилите се да гласуват кардинали-избиратели. В случай че е невъзможно гласовете на кардиналите, да се разделят на три равни части, за валидността на избора на папа се изисква един допълнителен глас, т.е. мнозинството в този случай е 2/3 + 1. Ежедневно се провеждат максимум по четири гласувания две сутринта и две следобед.
Изборният процес протича в три фази. В първата подготвителна фаза, се извършват: подготовка и разпределението на бюлетините; чрез жребий, измежду всички кардинали избиратели, се определят трима проверители, трима инфирмарии, натоварени със събирането на гласовете на болните, и трима проверители-ревизори (контролират работата на първите преброители). Втората фаза е на самото гласуване, по време на която се извършва пускане на бюлетините в подходящ съд (урна); разбъркване и преброяване на бюлетините; и отваряне на урната с бюлетините. Третата и последна фаза, осигурява последващия контрол и включва: преброяване на гласовете; допълнителна проверка; и изгаряне на бюлетините. Ако никой от кандидатите не е получил 2/3 от гласовете на това гласуване, папа не е избран, ако някой е получил 2/3 от гласовете, налице е канонично валиден избор на римски папа.
След провеждане на неуспешни 33 или 34 балотажа, в зависимост от това дали е проведено гласуване през първия ден, Колегията на кардиналите може да измени правилата за избор; в този случай изборите продължават като папата се избира с обикновено мнозинство от кардиналите(това правило е преразгледано впоследствие от папа Бенедикт XVI – вижте по долу).
Обявяване на новия папа
Когато някой от кандидатите бъде избран Кардинал-дяконът иска съгласието на избрания, като го пита дали е съгласен да бъде избран за върховен понтифекс. Веднага след като получи съгласието, той го пита: С какво име искаш да се наричаш? Тогава новоизбраният папа следва да посочи името, което ще носи по време на своя понтификат. След това кардиналите се доближават до новоизбрания папа за му засвидетелстват акта на своята почит и послушание. Междувременно старшият кардинал-дякон уведомява вярващите на площада, че изборите са проведени и обявява името на новия папа, който веднага след това излиза на балкона на „Свети Петър“ за да произнесе своята благословия Urbi et Orbi (към града и към света). Конклавът завършва веднага след като новоизбрания папа даде съгласие за избирането си. Следва тържествената церемония по встъпването в длъжност на новия понтифик.
Приложимост на правилата при оставка на папата
Разпоредбите относно всичко, което предхожда избора на римския папа и изпълнението му, трябва да се спазват изцяло, дори ако вакантното място на Апостолическия престол е резултат от оставката на римския папа. Това правило потвърждава подобно такова, уредено за първи път в апостолическата конституция Vacantis Apostolicae Sedis на папа Пий XII от 1945 г.

## Папски конклав 2005
Папският конклав през 2005 г. е първият папски конклав, който е проведен по правилата на „Universi Dominici Gregis“.

## Изменения
На 11 юни 2007 г. папа Бенедикт XVI издава апостолическото писмо във формата наmotu proprio със заглавие De aliquibus mutationibus in normis de electione romani pontificis, с което се възстановяват традиционните норми за мнозинството, необходимо за избиране на папа - две трети от гласовете на кардиналите, независимо от броя на балотажите. 
На 22 февруари 2013 г. папа Бенедикт XVI издава ново апостолическото писмо във формата на motu proprio със заглавие Normas Nonnullas, с което се изменят част от постановленията на апостолическата конституция „Universi Dominici Gregis“, относно избора на римския папа. 